# Irina Tebenikhina
Irina Viktorovna Tebenikhina (en russe : Ирина Викторовна Тебенихина) est une ancienne joueuse de volley-ball russe née le 5 décembre 1978 à Ferghana (RSS d'Ouzbékistan). Elle mesure 1,89 m et jouait au poste de centrale. 

## Clubs
| Club                    | De        | À         |
| ----------------------- | --------- | --------- |
| Malakhit Iekaterinbourg |           | 1995-1996 |
| Ouralotchka -2          | 1996-1997 | 2000-2001 |
| Ouralotchka NTMK        | 2001-2002 | 2002-2003 |
| Dynamo (Moscou Rég.)    | 2003-2004 | 2003-2004 |
| Ouralotchka NTMK        | 2004-2005 | 2008-2009 |

## Palmarès

### Équipe nationale
- Jeux Olympiques
  -  2004 à Athènes.
- Coupe du monde
  - Finaliste : 1999.
- Championnat d'Europe
  - Vainqueur : 1997, 1999.
- Grand Prix mondial
  - Vainqueur : 1997, 1999.
  - Finaliste : 1998, 2003.
- World Grand Champions Cup
  - Vainqueur : 1997.
- Championnat du monde des moins de 20 ans
  - Vainqueur : 1997.
- Championnat du monde des moins de 18 ans
  - Finaliste : 1995[1]
- Championnat d'Europe des moins de 18 ans
  - Finaliste : 1995[1]

### Clubs
- Championnat de Russie
  - Vainqueur : 2002, 2003, 2005.
  - Finaliste : 1998, 1999, 2000, 2004.